# Новиков, Иван Владимирович (сенатор)
Иван Влади́мирович Но́виков (род. 22 января 1985, деревня Наводово, Шенкурский район, Архангельская область, РСФСР, СССР) — российский политический деятель, член Совета Федерации Федерального Собрания Российской Федерации — представитель от законодательного органа власти Архангельской области (с 23 сентября 2023 года), член Комитета Совета Федерации по социальной политике.
Член политической партии «Единая Россия», заместитель Секретаря регионального отделения партии по проведению избирательных кампаний всех уровней на территории Архангельской области и работе с депутатскими объединениями.

## Биография
Родился 22 января 1985 году в деревне Наводово Шенкурского района Архангельской области. После окончания Шенкурской средней школы в 2002 году, начал трудовую деятельность в районной администрации, в отделе по делам женщин, семьи, молодежи и местному самоуправлению, где до 2003 года работал в качестве специалиста по работе с молодежью. В 2003 году также трудился в должности педагога дополнительного образования своей родной Шенкурской средней школы.
В дальнейшем переехал в Архангельск и поступил в Поморский государственный университет имени М. В. Ломоносова. В 2009 году работал заместителем председателя профсоюзной организации студентов и аспирантов ПГУ им. М. В. Ломоносова, в том же году окончил университет по специальности «социальный работник», квалификация — специалист по социальной работе.
После окончания университета начал работу в партийных органах. С 2009 по 2011 год — главный специалист отдела партийного строительства аппарата регионального исполнительного комитета архангельского областного отделения партии «Единая Россия». С 2011 по 2012 года — заместитель руководителя, а с 2012 по 2015 год — заместитель руководителя — начальник отдела партийного строительства аппарата регионального исполнительного комитета «Единой России» в Архангельской области.
В 2015 году перешел на работу в Правительство Архангельской области, до 2017 года работал в пресс-секретарем губернатора Архангельской области Игоря Орлова. С 2017 по 2018 год занимал должность директора департамента пресс-службы и информации правительства Архангельской области.
9 сентября 2018 года был избран депутатом Архангельского областного собрания VII созыва по одномандатному округу № 23 (Шенкурский и Няндомский районы), набрав 42,16 % голосов избирателей. Возглавлял комитет облсобрания по развитию институтов гражданского общества. Был заместителем руководителя и, в дальнейшем, руководителем фракции «Единая Россия». Представлял облсобрание в постоянном комитете Парламентской ассоциации Северо-Запада России по межпарламентскому сотрудничеству.
10 сентября 2023 года вновь был избран депутатом областного парламента VIII созыва от «Единой России» по одномандатному округу № 23 (48,74 %), после избрания сложил мандат в связи с переходом в Совет Федерации.
22 сентября 2023 года Архангельское областное Собрание депутатов наделило Ивана Новикова полномочиями сенатора — представителя от законодательного органа власти региона. В верхней палате парламента он сменил Виктора Новожилова.

## Законотворческая деятельность
Выступил соавтором следующих законопроектов:
О внесении поправок в ст. 238 УК РФ: "Действие настоящей статьи не распространяется на случаи оказания медицинским работником медицинской помощи", одобрен Советом Федерации 20 декабря 2024 года.